# Malo jezero (Plitvička jezera)
Malo jezero ili Mali Jovinovac je jezero u Hrvatskoj. Nalazi se u Ličko-senjskoj županiji. Spada u Plitvička jezera, u skupinu Gornjih jezera. Nalazi se na nadmorskoj visini od 607 metara. Površine je 1,5 hektara. Najveća dubina je 8 metara. 
Kao sva iz skupine Gornjih jezera, veće je i dublje. Nastalo je u otvorenoj dolini u trijaskim dolomitima. Vodu dobiva iz Crne i Bijele rijeke, koje se neposredno prije Prošćanskoga jezera udružuju u zajedničku Maticu. Od susjednih jezera odvojen je sedrenim barijerama i povezan je slapovima. Dio je Nacionalnog parka Plitvička jezera te je zaštićeno od 1949. i na UNESCO-ovoj je listi zaštićene svjetske prirodne baštine od 1979. godine. Biljni svijet čine brojne vrste, od kojih su neke endemične i zaštićene. I zaštićene životinjske vrste našle su utočište u području Malog jezera.